# Abel Antón Rodrigo
Abel Antón Rodrigo (Cabrejas del Campo, 24 d'octubre de 1962) és un atleta espanyol retirat, especialista en les carreres de fons i, en concret, de la marató. Ha guanyat cinc de les vuit maratons oficials que ha disputat i és doble campió mundial d'atletisme.

## Biografia
Va néixer el 24 d'octubre de 1962 a la població de Cabrejas del Campo, situada a la província de Sòria (Castella i Lleó). Està casat amb Belén Corredor, amb qui té dos fills.
L'any 1997 fou guardonat amb el Premi Príncep d'Astúries dels Esports com a integrant de l'Equip espanyol de Marató.

## Trajectòria esportiva
Inicià la seva preparació atlètica als inicis de la dècada de 1980 quan, després de la jornada laboral en una fàbrica d'embotits propera a casa seva, realitzava llargues sessions d'entrenament.
Inicià la seva competició en les proves de camp a través al costat d'Antonio Prieto, i posteriorment en carreres de fons. L'any 1994 aconseguí la victòria en la prova de 10.000 m als Campionat d'Europa d'Atletisme realitzat a Hèlsinki el 1994. En els Jocs Olímpics de 1996 realitzats a Atlanta (Estats Units) inicià la seva competició en marató, guanyant cinc de les vuit maratons que ha disputat, i aconseguint les seves victòries més importants en els Campionats del Món d'Atletisme realitzats els anys 1997 a Atenes i 1999 a Sevilla, on fou el primer atleta a convertir-se bicampió del món en la modalitat de marató.
Després dels Jocs Olímpics de Sydney l'any 2000 es retirà de l'atletisme.

### Millors resultats
- 1981 – Campió d'Espanya junior de cross

– Campió d'Espanya junior de 5.000 metres
- 1989 – Medalla de Plata en 3.000 m. al Campionat d'Europa d'Atletisme en Pista Coberta
- 1991 – Campió d'Espanya de 5.000 m
- 1992 – Campió d'Espanya de 5.000 m
- 1993 – Campió d'Espanya de 5.000 m
- 1994 – Campió d'Europa de 10.000 m a Hèlsinki

– Medalla de bronze al Campionat d'Europa de 5.000 m
– Campió d'Espanya de 10.000 m
- 1996 – Campió de la Marató de Berlín (2.09:15)
- 1997 – Campió del Món de Marató a Atenes (2.13:16)

– Campió de la Marató de Kyongju (Corea)
– 4t a la Marató de Fukoka (Japó)
- 1998 – Campió de la Marató de Londres (2.07:57)

– Campió de la Mitja Marató Azkoitia-Azpeitia
- 1999 – Campió del Món de Marató a Sevilla (2.13:36)

– Premi Nacional dels Esports Felip de Borbó
– 3r a la Marató de Londres
- 2000 – Campió de la Mitja Marató "Ciutat de Barcelona" (1h.03:11)

– Campió en els 3.000 metres (7.46.08) en el Gran Prix d'Oslo

### Millors marques
- 1.500 metres: 3'37"05 (18-09-85)
- 5.000 metres: 13'15"17 (30-08-94)
- 10.000 metres: 27'51"37 (05-08-95)
- Marató: 2h.07'57" (26-04-98)

## Política
En les Eleccions municipals espanyoles de 2003 fou escollit regidor a l'ajuntament de Sòria en representació del Partit Popular.